# Iʿdschāz
Iʿdschāz (arabisch إعجاز, DMG Iʿǧāz ‚Unfähigmachung, Außerstande-Setzung‘) ist ein Terminus technicus der islamischen Theologie, der die sprachliche und inhaltliche Unnachahmlichkeit und Unübertrefflichkeit des Korans bezeichnet. Das Iʿdschāz-Konzept, das bereits im Koran selbst angelegt ist, ist eng mit dem islamischen Verständnis von Mohammeds Prophetentum verbunden, als dessen Hauptbeweis die Wunderhaftigkeit des Korans gilt. Der Glaube an den Iʿdschāz des Korans stellt konfessionsübergreifend eines der wichtigsten Dogmen des Islams dar und bestimmt in entscheidender Weise die ästhetische Rezeption dieses Buchs durch die Muslime.
Der arabische Begriff iʿǧāz ist Infinitiv des Kausativstammes des arabischen Verbs ʿaǧaza, das im Grundstamm die Bedeutung von „unfähig sein, nicht im Stande sein“ hat. Auf den Koran bezogen, meint dieser Begriff das „Unfähigmachen“ der Gegner des Propheten, sich der „Herausforderung“ (taḥaddī) zum Wettstreit zu stellen und ein „Gegenstück“  (muʿāraḍa) zum Koran hervorzubringen, das ihm sprachlich ebenbürtig ist.
Das Iʿdschāz-Konzept hat sich im 9. Jahrhundert in Kreisen der Muʿtazila herausgebildet und wurde um die Wende zum 11. Jahrhundert zum Gegenstand lebhafter theologischer und literaturtheoretischer Diskussionen. In der Moderne ist das Iʿdschāz-Konzept über den sprachlichen Bereich hinaus auf verschiedene andere Bereiche ausgedehnt worden. Noch nicht geklärt ist, wer den Begriff erstmals terminologisch verwendete. Der früheste gesicherte Beleg entstammt einem Werk des zaiditischen Imams al-Qāsim ibn Ibrāhīm (gest. 860), der der Muʿtazila nahestand.

## Die arabische Iʿdschāz-Literatur
Die ersten monographischen Abhandlungen zum Iʿdschāz des Korans verfassten um die Wende zum 10. Jahrhundert die beiden Muʿtaziliten Muhammad ibn ʿUmar al-Bāhilī (gest. 913) und Muhammad ibn Zaid al-Wāsitī (gest. 918). Beide Werke sind jedoch verloren. Nach Ibn an-Nadīm hatte die Schrift von al-Wāsitī den Titel: „Der Iʿdschāz des Koran in seiner Komposition und Abfassung“ (Iʿǧāz al-qurʾān fī naẓmi-hī wa-taʾlīfi-hī). Die frühesten erhaltenen Monographien zum Thema sind:
- der Traktat der „Feinheiten über den Iʿdschāz des Koran“ (an-Nukat fī Iʿǧāz al-Qurʾān) von ʿAlī ibn ʿĪsā ar-Rummānī (gest. 994), der zur ichschīdhitischen Schule der Muʿtazila gehörte.[6] Er wurde 1992 von Andrew Rippin und Jan Knappert ins Englische übersetzt.[7]
- die „Darlegung vom Iʿdschāz des Koran“ (Bayān fī iʿǧāz al-Qurʾān) von dem Traditionarier und Juristen Abū Sulaimān al-Chattābī (931–998), die von Claude-France Audebert ins Französische übersetzt wurde,
- und die erheblich umfangreichere systematische Abhandlung „Der Iʿdschāz des Korans“ (Iʿǧāz al-Qurʾān) von dem aschʿaritischen Qādī Abū Bakr Muhammad al-Bāqillānī (gest. 1013), die von Gustav Edmund von Grunebaum ausschnittweise ins Englische übersetzt wurde.

Daneben wurde die Iʿdschāz-Lehre in den Handbüchern zum Kalām behandelt. Der muʿtazilitische Theologe ʿAbd al-Dschabbār ibn Ahmad (gest. 1025) erörterte das Iʿdschāz-Dogma zum Beispiel ausführlich im 16. Teil seiner „Summa über die Themen des Einheitsbekenntnisses und der Gerechtigkeit“ (al-Muġnī fī abwāb at-tauḥīd wa-l-ʿadl) im Zusammenhang mit den Beweisen für das Prophetentum. Und der andalusische Zahirit Ibn Hazm (gest. 1064) widmete ihm in seinem doxographischen Werk „Die Unterscheidung hinsichtlich der Religionsgemeinschaften“ (al-Faṣl fī l-milal) einen eigenen Abschnitt, in dem er insgesamt fünf Fragen problematisierte und anhand ihrer seine eigene Position zum Iʿdschāz entwickelte.
Eines der angesehensten Iʿdschāz-Werke der späteren Zeit ist das „Buch über die Beweise des Iʿdschāz des Koran“ (Kitāb Dalāʾil Iʿǧāz al-Qurʾān) des aschʿaritischen Literaturtheoretikers ʿAbd al-Qāhir al-Dschurdschānī (gest. 1078). Wie Margaret Larkin gezeigt hat, handelt es sich auf theologischer Ebene um eine Widerlegung der Ansichten ʿAbd al-Dschabbārs zum Iʿdschāz. Navid Kermani, der das Buch in seiner Dissertation mit der Abhandlung al-Bāqillānīs verglichen hat, kommt darin zu dem Schluss, dass es al-Dschurdschānī anders als al-Bāqillāni nicht um eine Grundlegung, sondern um eine „Sublimierung“ und Vertiefung des Iʿdschāz-Konzepts gegangen sei.
Auch bei den ismailitischen Schiiten hat man sich mit dem Iʿdschāz befasst. So verfasste der jemenitische Dāʿī as-Sultān al-Chattāb (gest. 1138), der nach dem Tod des fatimidischen Kalifen al-Āmir den zweithöchsten Rang innerhalb der Daʿwa der Mustaʿlī-Taiyibiten innehatte, einen eigenen Traktat zum Iʿdschāz, der von Ismail K. Poonawala ediert wurde.
Darüber hinaus wird der Iʿdchāz auch in philosophischen Werken behandelt wie der „Entscheidenden Abhandlung über den Zusammenhang zwischen Scharia und Philosophie“ (Faṣl al-maqāl fīmā baina š-šarīʿa wa-l-ḥikma min al-ittiṣāl) von Ibn Ruschd (gest. 1198).
Die bekanntesten arabischen Werke zum Iʿdschāz aus moderner Zeit sind das 1922 publizierte Buch „Der Iʿdschāz des Korans und die prophetische Rhetorik“ (Iʿǧāz al-Qurʾān wa-l-balāġa an-nabawīya) des arabischen Dichters Mustafā Sādiq ar-Rāfiʿī sowie die 1971 erschienene Abhandlung „Der bildersprachliche Iʿdschāz des Korans und die Fragen Ibn al-Azraqs“ (al-Iʿǧāz al-bayānī li-l-Qurʾān: wa-Masāʾil Ibn-al-Azraq) der ägyptischen Literaturwissenschaftlerin ʿĀʾischa bint ʿAbd ar-Rahmān.
Daneben findet man Lehraussagen zum Iʿdschāz in zahllosen anderen Werken moderner islamischer Gelehrter. Yusuf al-Qaradawi behandelte das Thema zum Beispiel sehr ausführlich in seinem Buch „Die Bildung des islamischen Missionars“ (Ṯaqāfat ad-dāʿiya), weil seiner Meinung nach jeder Dāʿī über Grundkenntnisse des Iʿdschāz verfügen sollte.

## Der altarabische Hintergrund und die „Verse der Herausforderung“
Kulturgeschichtlicher Hintergrund des Iʿdschāz-Konzeptes ist die altarabische Praxis des Dichterwettbewerbs. Al-Bāqillānī verweist in seinem Iʿdschāz-Werk auf die Versuche vorislamischer arabischer Dichter auf dem Markt von ʿUkāz, ein sprachlich ebenbürtiges Gegenstück zu dem berühmten Muʿallaqa-Gedicht von Imruʾ al-Qais zu verfassen. Man nahm an, dass Mohammed diejenigen seiner Gegner in Mekka, die ihm vorwarfen, die Worte des Korans erfunden zu haben, auf analoge Weise zu einem Dichterwettstreit herausgefordert hatte, die betreffenden Personen jedoch nicht imstande waren, dem Koran etwas Ebenbürtiges entgegenzusetzen. Diese Vorstellung stützt sich auf eine Anzahl von Koranversen, die als die „Verse der Herausforderung“ (āyāt at-taḥaddī) bezeichnet werden. Sie werden hier nach der Chronologie Nöldekes in der Übersetzung von Hartmut Bobzin zitiert.
- In Sure 52:33f werden erstmals diejenigen, die Mohammed vorwarfen, die Worte des Korans zu erfinden, aufgefordert, etwas Ebenbürtiges vorzubringen: „Oder sagen sie: ‚Er hat es sich nur ausgedacht?‘ Nein, sie sind nicht gläubig. So sollen sie doch kommen mit einer Rede gleicher Art (bi-ḥadīṯin miṯli-hī), wenn sie die Wahrheit sprechen“.
- In Sure 11:13 wird das, was die Gegner vorbringen sollen, konkretisiert: „Oder sie sagen: ‚Er hat es sich nur ausgedacht (iftarā-hu)!‘ Sprich: Bringt doch zehn selbsterdachte Suren von seiner Art herbei! Und ruft an Gottes statt an, wen ihr vermögt – wenn ihr die Wahrheit sagt!“
- Sure 10:38: „Oder sie sprechen: ‚Er hat sie (d. h. die Lesung = den Koran) frei erfunden!‘ Sprich: So bringt doch eine Sure gleicher Art herbei, und ruft die an, welche ihr an Gottes statt anrufen könntet – wenn ihr die Wahrheit sagt!“

Die Aussagen von Sure 11:13 und Sure 10:38 werden in der Koranexegese gewöhnlich in der Weise in Relation gesetzt, dass Gott durch Mohammed dessen Gegner zunächst aufforderte, zehn gleiche Suren beizubringen, dann aber, nachdem diese erste Herausforderung (zehn Suren) ohne Erwiderung blieb, seine Forderung auf eine Sure senkte, die Gegenseite aber auch darauf nichts vorbringen konnte.
- In Sure 17:88, die im Zusammenhang mit dem Iʿdschāz besonders häufig genannt wird, wird der Gedanke, dass die Gegner Mohammeds übermenschliche Wesen zu Hilfe rufen könnten, noch weiter ausgeführt: „Sprich: Wenn Mensch und Dschinn sich darin träfen, etwas beizubringen, was dieser Lesung (d. h. dem Koran) gleichkommt, sie könnten nichts beibringen, was ihr gleichkommt, auch wenn sie einander Helfer wären.“
- In Sure 2:23f erscheint erneut die Aufforderung zur Nachahmung, diesmal aber versehen mit Androhung schwerer Strafe für den Fall des Scheiterns: „Wenn ihr im Zweifel darüber seid, was wir auf unseren Knecht herabgesandt, dann bringt doch eine Sure gleicher Art herbei, und ruft an Gottes statt eure Zeugen an, wenn ihr die Wahrheit sagt! Doch wenn ihr es nicht tut – und ihr werdet es nicht tun –, so hütet euch vor dem Höllenfeuer, dessen Brennstoff Menschen und Steine sind: Für die Ungläubigen ist es vorbereitet.“

Im Zusammenhang mit den genannten Tahaddī-Versen wird überliefert, dass heidnische Zeitgenossen Mohammeds wie al-Walīd ibn al-Mughīra die sprachliche Exzellenz des Korans bewundernd anerkannten, obwohl sie Mohammed feindlich gegenüberstanden. Auch altarabische Dichter, die noch zu Lebzeiten Mohammeds zum Islam konvertierten, wie Kaʿb ibn Zuhair, Labīd ibn Rabīʿa und Hassān ibn Thābit werden als Zeugen für den Iʿdschāz herangezogen.
Theologen wie ʿAbd al-Dschabbār waren zwar überzeugt, dass schon zu Lebzeiten Mohammeds der Gegenprophet Musailima eine Nachahmung des Korans verfasst hatte, doch widerlegte ihrer Auffassung nach diese Nachahmung nicht die Lehre vom Iʿdschāz, weil sie zu schwach und mängelbehaftet war, um als ebenbürtiges Gegenstück auf den Koran gelten zu können.

## Historische Gründe für die Herausbildung der Iʿdschāz-Lehre
Angelika Neuwirth nennt sieben historische Faktoren, die zur Herausbildung der Iʿdschāz-Lehre geführt haben: 1) die besondere Rolle des Korans im Leben der Glaubensgemeinde und die mit ihr verknüpften spirituellen und ästhetischen Erfahrungen; 2) die Notwendigkeit der Erläuterung der tahaddī-Verse in der Koranexegese; 3) die Entstehung der Theorie der „Beweise für das Prophetentum“ (dalāʾil an-nubūwa) in der islamischen Theologie; 4) der theologische Streit um die Natur des Korans (erschaffen oder unerschaffen?); 5) die polemische Auseinandersetzung mit Juden und Christen, innerhalb derer es zu beweisen galt, dass Mohammed ein würdiger Abschluss der Prophetengeschichte ist; 6) der arabische Nationalstolz und die Auseinandersetzung mit der persischen Schuʿūbīya-Bewegung; 7. das literaturtheoretische Interesse im Zusammenhang mit dem Aufkommen einer „modernen“ Poesie zu Beginn der Abbasidenzeit. Heinz Grotzfeld führte als zusätzlichen Faktor noch den Vorteil der größeren Deutbarkeit einer als poetisch erkannten Sprache an, die nun für metaphorische Deutungen im Sinne des Madschāz interpretierbar wurde.

## Unterschiede in der Iʿdschāz-Lehre

### Die Sarfa-Theorie und ihre Gegner
Unter den Theologen, die die Iʿdschāz-Lehre erörterten, gab es eine Kontroverse über die Frage, was es war, das die Zeitgenossen Mohammeds außerstande gesetzt hatte, dem Koran etwas Ebenbürtiges entgegenzusetzen. Während das eine Lager diese Unfähigkeit auf die rhetorischen Qualitäten des Korans zurückführte, meinten andere, dass die Zeitgenossen nur deswegen zu einer Entgegnung auf den Koran unfähig gewesen seien, weil Gott sie davon abgehalten hatte. So referiert zum Beispiel al-Aschʿarī von dem muʿtazilitischen Theologen an-Nazzām die Auffassung: „Zu Komposition und Art der Abfassung (sc. des Korans) wären auch die Menschen imstande gewesen, wenn Gott sie nicht durch Erzeugung einer Unfähigkeit (ʿaǧz) in ihnen davon abgehalten hätte.“
An-Nazzām gilt mit dieser Auffassung als Schöpfer der Theorie der sogenannten Sarfa (صرفة / ṣarfa / ‚Abwendung‘), die deswegen so genannt wird, weil Gott ihr zufolge die Menschen auf wunderhafte Weise davon abgehalten hatte (ṣarafa), dem Koran etwas Ebenbürtiges entgegenzusetzen. In einer anonymen muʿtazilitischen Handschrift aus späterer Zeit wird erklärt:

„Die Bedeutung von ṣarfa ist, dass die Araber bis zu der Zeit, als der Prophet berufen wurde, die Fähigkeit besaßen, Rede hervorzubringen, die die Sprachreinheit (faṣāḥa) und Eloquenz (balāġa) wie der Koran aufwies. Als dann der Prophet berufen wurde, wurde ihnen diese Eloquenz genommen und sie verloren ihre Kenntnis davon, so dass sie unfähig wurden, Rede wie den Koran hervorzubringen.“

Im Rahmen der Sarfa-Theorie bestand das Interesse nicht so sehr daran, die rhetorische Überlegenheit des Korans herauszustellen, sondern man betonte vielmehr die große Zahl an wortgewaltigen Zeitgenossen Mohammeds, die mit Leichtigkeit seine Herausforderung hätten annehmen können, wenn Gott sie nicht davon abgehalten hätte.
Zu denjenigen Theologen, die die Sarfa-Theorie explizit zurückwiesen, gehörten al-Chattābī, al-Bāqillānī und ʿAbd al-Dschabbār. Al-Chattābī verstand unter der Sarfa die „Abwendung der Bemühungen im Wettstreit“ und sah dementsprechend in dem Wortlaut von Sure 17:88 einen Gegenbeweis für dessen Existenz, weil dort gesagt wird, dass die Menschen und Dschinn solche Bemühungen unternommen haben. Al-Bāqillānīs Argument war, dass bei Zugrundelegung der Sarfa-Theorie das Wunder in der Verhinderung bestanden hätte und nicht mehr im koranischen Stil selber, was er nicht akzeptieren könne, weil der Vorzug der koranischen Sprache vor der Sprache der Thora und des Evangeliums unmittelbar erfahrbar sei. ʿAbd al-Dschabbār kombinierte in seiner Erörterung des Problems beide Argumente, um die Sarfa-Theorie zurückzuweisen.
Eine scharfe Kritik an der Sarfa-Theorie aus literaturtheoretischer Sicht formulierte der irakische Gelehrte Abū Hilāl al-ʿAskarī (gest. nach 1015). Er meinte, dass diese Theorie zu einem primitiven Verständnis des Wundercharakters des Korans verleitete, und hielt seine Zeitgenossen zur Pflege der Sprache und Beschäftigung mit Grammatik, Rhetorik und Poetik an, damit sie die wahre Unnachahmlichkeit des Korans erkennen könnten. Im Vorwort zu seinem „Buch der beiden Künste: Stilistik und Poesie“ (Kitāb aṣ-Ṣināʿatain al-kitāba wa-š-šiʿr) schrieb er:

„Die Wissenschaft, deren Studium am berechtigsten ist, das ist – nächst der Gotteserkenntnis – die Wissenschaft von der kunstvollen Rede (balāġa) und der reinen Sprache (faṣāḥa), durch die der iʿǧāz von Gottes Buch erkannt wird… Wir wissen, dass die Menschen, wenn sie sich um die Wissenschaft der kunstvollen Sprache nicht bemühen und die Kenntnis der reinen Sprache geringschätzen, den iʿǧāz des Korans nicht an den Qualitäten erkennen, mit denen Gott ihn ausgezeichnet hat, wie an der Schönheit der Wortführung usw…. sondern nur daran, dass die Araber dazu unfähig sind. Doch welche Schande für den Rechtsgelehrten (faqīh), dessen Beispiel die anderen folgen, für den Koranrezitator, dessen Weisung man gehorcht, für den stammesstolzen Araber und für den ahnenreichen Quraischiten, wenn er das Wunder des heiligen Buches nur so er erkennen kann wie ein Neger oder ein Nabatäer, wenn er den gleichen indirekten Nachweis benötigt wie ein Ungebildeter.“

Auch alle späteren sunnitischen Theologen verwarfen die Sarfa-Theorie. Der moderne ägyptische Gelehrte Abū Zahra erhob gegen diese Theorie den Verdacht, dass sie aus Indien importiert worden sei. Sein Zeitgenosse, der Dichter Mustafā Sādiq ar-Rāfiʿī legte an-Nazzām für seine Urheberschaft dieser Theorie den Spottnamen „Satan unter den Kalām-Gelehrten“ (šaiṭān al-mutakallimīn) bei.
Dezidierte Verteidiger der Sarfa-Theorie waren dagegen die imamitischen Schiiten asch-Schaich al-Mufīd (st 1022) und asch-Scharīf al-Murtadā (gest. 1044), letzterer zu seiner Zeit Oberhaupt der Imamiten in Bagdad, sowie der Zahirit Ibn Hazm. Letzterer erwähnt die Kontroverse über diese Frage unter seinem vierten Punkt, spricht sich dort sehr eindeutig gegen die Argumentation mit den rhetorischen Qualitäten des Korans aus und widerlegt die Einwände gegen die Sarfa-Theorie. Wenn das Wunder des Korans in seiner rhetorischen Überlegenheit bestände, so erklärt er, wäre dies kein Beweis für Mohammeds Prophetentum, weil es rhetorische Überlegenheit auch bei vielen Nicht-Propheten gibt. Hinsichtlich der rhetorischen Qualität des Korans stellte er fest, dass diese nicht mit dem Maß der menschlichen Rhetorik gemessen werden könne. Die Vertreter der Sarfa-Theorie sind im Laufe der Zeit allerdings immer weniger geworden. Bis zum 12. Jahrhundert sind sie ganz verschwunden.
Daneben gab es verschiedene Gelehrte, die in dieser Kontroverse eine ausgleichende Position einnahmen und den Iʿdschāz sowohl über die Sarfa als auch die rhetorischen Qualitäten des Korans begründeten. Hierzu gehörte insbesondere ar-Rummānī. Auch an-Nazzām selbst hat, trotz seiner späteren Verteufelung als Urheber der Sarfa-Theorie, die sprachliche Schönheit des Korans nicht bestritten, doch galt sie ihm nicht als Wunderbeweis.

### Interpretationen des rhetorischen Iʿdschāz
Die Theorie von dem rhetorischen Iʿdschāz hatte die meisten Anhänger und beeinflusste auch stark die arabische Literaturtheorie. Für einige der späteren Gelehrten war der Iʿdschāz-Begriff so klar auf den rhetorischen Bereich festgelegt, dass sie andere Bedeutungen gar nicht mehr erwähnten. Nach ʿAlī ibn Muhammad al-Dschurdschānī (gest. 1413) zum Beispiel, der ein Buch über Definitionen von islamischen Fachbegriffen abfasste, besteht der Iʿdschāz in der Rede (kalām) darin, dass „der Sinn in einer Form wiedergegeben wird, die rhetorisch höherwertig ist als alle anderen Formen.“
Innerhalb des Kreises derer, die den rhetorischen Iʿdschāz des Korans erörterten, gab es wiederum unterschiedliche Auffassungen darüber, worin dieser eigentlich begründet liegt. Ar-Rummānī trug diesbezüglich die Auffassung vor, dass der Koran nicht, wie allgemein angenommen, im Sadschʿ (Reimprosa) gehalten sei, weil im Sadschʿ der Inhalt dem Reim untergeordnet sei, im Koran hingegen die reimenden Teile dem Inhalt folgen. In der Tatsache, dass der Koran eine von den bis dahin bekannten stilistischen Kategorien wie Poesie, Sadschʿ, Prosa völlig verschiedene Form bringe, sah er das eigentlich Wunderhafte des Korans. Darüber hinaus unterteilte er die im Koran enthaltene Redekunst noch einmal in zehn verschiedene Elemente. Drei davon waren rhetorische Figuren: Vergleich (tašbīh), Metapher (istiʿāra), Paronomasie (taǧānus) und Hyperbel (mubālaġa). Drei weitere entsprachen rhetorischen Forderungen seiner Zeit nach sprachlicher Disziplin: Prägnanz (īǧāz), Klarheit der Rede (bayān) und Euphonie (talāʾum). Und die letzten drei Elemente waren von Rummānī selbst entwickelt, nämlich die freie Abwandlung von Themen (taṣrīf al-maʿānī), der Implikationsgehalt (taḍmīn) der verwendeten Ausdrücke und die reimenden Versschlüsse (fawāṣil).
Al-Chattābī sah die sprachliche Überlegenheit des Korans dagegen vor allem darin begründet, dass er von verschiedenen Redeweisen (hoch feierlich, rein naheliegend, erlaubt leger) das rechte Maß hat, so dass sich in seiner Sprache „Pracht und Süße vereinen, obwohl sie sich gegenseitig ausschließen.“
Unterschiedliche Auffassungen vertraten die muslimischen Gelehrten auch hinsichtlich der Frage, auf welcher Ebene – ganze Sure oder einzelner Koranvers – der Iʿǧāz sichtbar wird. Aus den Quantitätsangaben in Sure 11:13 und 10:38 „Zehn Suren“ und „eine Sure“ konnte man ableiten, der kleinste unnachahmliche Teil des Korans müsse die Länge einer Sure haben. Al-Chattābī betrachtete demgemäß die Gesamtstruktur der Suren und versuchte zu zeigen, dass auf dieser Ebene die gedanklichen Inhalte (maʿānī) eine harmonische Komposition eingehen und dass sie sich gegenseitig in ihrer Beweiskraft stützen. Mit diesem Argument verteidigte er den polythematischen Charakter der Suren und trat Behauptungen entgegen, dass eine Verteilung der verschiedenen in ihnen abgehandelten Gegenstände auf je eigene Suren sinnvoller gewesen wäre.
Al-Bāqillānī dagegen wollte den Iʿdschāz an erheblich kleineren sprachlichen Einheiten im Koran festmachen. Zu diesem Verständnis gelangte er durch eine besondere Interpretation der Quantitätsangabe „eine Sure“ in Sure 10:38. Da die Sure nicht spezifiziert war, legte er die Länge der kürzesten Sure zugrunde, nämlich die Kauthar-Sure (108), die aus zehn Wörtern besteht. Hierauf stützte er die Lehre, dass diejenigen rhetorischen Einheiten im Koran, die in ihrer Länge für die Rezitation geeignet und meist auch syntaktisch selbständig sind, die eigentliche Ebene des Iʿdschāz seien. Diese Einheiten, die in vielen Fällen noch kleiner sind als die Koranverse, bezeichnete er als kalimāt (sing. kalima). Der arabische Begriff kalima bedeutet eigentlich „Wort“, entspricht in diesem Zusammenhang allerdings eher dem Konzept des Kolon der Rhetorik.
Ibn Hazm legte sogar eine noch kleinere Sinneinheit zugrunde. Er sprach sich gegen die Ansicht al-Bāqillānīs aus, demzufolge die kürzeste Sure 108 (al-Kauthar) als das kleinste Maß des Wunderbaren genommen werden muss, und andere ähnlich lautende Auffassungen und bekräftigte, dass die kleinste Sinneinheit, bei der man wisse, dass sie dem Koran entstammt, bereits den Wundercharakter besitze.

### Muʿtazilitischer und aschʿaritischer Iʿdschāz
Ein grundsätzlicher Unterschied zwischen den Iʿdschāz-Theorien der Muʿtaziliten und Aschʿariten bestand darin, dass erstere sich auf die Komposition von Wörtern und Phrasen konzentrierten, letztere dagegen die dahinter stehenden Bedeutungen als wesentlich betrachteten. Besonders deutlich wurde dieser Gegensatz in der Auseinandersetzung des Aschʿariten ʿAbd al-Qāhir al-Dschurdschānī mit dem Muʿtaziliten ʿAbd al-Dschabbār, der den Iʿdschāz an der Ordnung der Lautgruppen (tartīb al-alfāẓ) festgemacht, den Bedeutungen (maʿānī) jedoch keinen Anteil daran zugemessen hatte. ʿAbd al-Qāhir al-Dschurdschānī wies diese Auffassung zurück und lehrte, dass die syntaktisch zusammengefügten Bedeutungen (maʿānī an-naḥw) die eigentliche Ebene des Iʿdschāz seien. Hierbei stützte er sich auf die aschʿaritische Unterscheidung zwischen der „inneren Rede“ (kalām nafsī) Gottes, die bei Gott ist und nur die Bedeutungen (maʿānī) umfasst, und der „lautlichen Rede“ (kalām lafẓī) Gottes, die sich in dem offenbarten und rezitierbaren Koran manifestiert. Al-Dschurdschānī stimmte zwar mit ʿAbd al-Dschabbār darin überein, dass der Iʿdschāz an der Komposition (naẓm) des offenbarten Korans erkennbar ist, insistierte jedoch darauf, dass diese nur eine Spiegelung der auf der Ebene der „inneren Rede“ Gottes zusammengefügten Bedeutungen (maʿānī) sei. Insofern könne der Iʿdschāz nur mit Rücksicht auf diese Bedeutungen erkannt werden.
Mit einer ähnlichen aschʿaritischen Iʿdschāz-Lehre, die ihm offenbar nur in einer verkürzten oder verzerrten Form bekannt geworden war, setzte sich auch Ibn Hazm auseinander. Nach dieser Lehre bezieht sich der Iʿdschāz nur auf die göttliche Urschrift des Korans, die nicht offenbart wurde. Ibn Hazm wies diese Auffassung mit dem Argument, dass die Menschen unmöglich mit der Entgegnung auf etwas beauftragt sein konnten, was sie nicht kennen und hören konnten, als Unsinn zurück, und erklärte, dass sich der Iʿdschāz nur auf den rezitierten Text des Korans beziehen könne.

### Die verschiedenen Iʿdschāz-Aspekte
Was genau begründet im Koran den Iʿdschāz? Abū l-Hasan al-Aschʿarī (gest. 931), der in seinem doxographischen Werk Maqālāt al-islāmīyīn einen Disput über diese Frage erwähnt, erklärt dort, dass die meisten Muʿtaziliten annahmen, dass es Komposition (naẓm) und Art der Abfassung (taʾlīf) seien, die den Iʿdschāz begründen, weil Menschen sie genauso wenig hervorbringen könnten, wie sie Tote zum Leben erwecken könnten. Dementsprechend seien Komposition und Abfassung des Korans Kennzeichen (ʿalam) des Gottesgesandten. Demgegenüber habe aber an-Nazzām die Auffassung vertreten, dass das eigentliche Wunder im Koran die Mitteilung verborgener Dinge (al-iḫbār ʿan al-ġuyūb) sei. Hinsichtlich der sprachlichen Qualitäten soll an-Nazzām gelehrt haben, dass sie gewöhnliche menschliche Sprechfähigkeiten nicht überträfen. Dezidiert wurde diese Lehrmeinung an-Nazzāms von al-Chattābī und Ibn Hazm zurückgewiesen. Sie argumentierten damit, dass der Tahaddī bekanntlich nur eine unspezifizierte Sure aus dem Koran (vgl. oben Sure 10:38) beträfe, nicht alle Suren jedoch solche Weissagungen enthielten.
Andere Gelehrte nahmen eine vermittelnde Position ein und meinten, dass sich beides nicht ausschließe. Für al-Bāqillānī zum Beispiel erweist sich der Wundercharakter des Korans dreifach: erstens enthalte der Koran Informationen über die verborgenen Dinge wie den in Sure 9:33 angekündigten Sieg des Islams über alle anderen Religionen, zweitens bringe der Koran Nachrichten über vergangene Dinge wie die Erschaffung des Menschen, die Taten Adams, Abrahams usw., die Mohammed als ein Ummī nicht wissen könne, und drittens erreichten die Worte des Korans einen Grad an Redekunst, der erfahrungsgemäß von anderen Menschen nicht erreicht werden könne. ʿAbd al-Dschabbār nennt Redekunst und Mitteilung verborgener Dinge ebenfalls, nennt aber als dritte Eigenschaft, in der sich der Iʿdschāz des Korans erweisen soll, seine Widerspruchslosigkeit. Diese leitet er aus Sure 4:82 ab: „Machen Sie sich denn keine Gedanken über den Koran? Wäre er von einem anderen als Gott, so fänden sie gewiss viel Widersprüchliches in ihm“ (Übers. H. Bobzin).
Ab dem 10. Jahrhundert wurden die verschiedenen „Aspekte des Iʿdschāz“ (wuǧūh al-iʿǧāz) gesammelt. Ar-Rummānī nennt neben der rhetorischen Qualität, der richtigen Vorhersage zukünftiger Ereignisse und der Sarfa noch vier andere Punkte, aus denen sich der Iʿdschāz des Korans zusammensetzt. Im 12. Jahrhundert bemerkte Qādī ʿIyād (gest. 1149), dass die von den Gelehrten angeführten „Aspekte des Iʿdschāz“ schon so zahlreich seien, dass sie nicht einzeln mehr aufgezählt werden könnten. Die meisten davon betrafen allerdings die Kunst der Rhetorik.
Im 20. Jahrhundert ist der Iʿdschāz noch um einige neue Aspekte erweitert worden. So verfasste zum Beispiel der ägyptische Gelehrte as-Saiyid al-Dschumailī vor 1980 ein Buch über „den medizinischen Iʿdschāz“ (al-iʿǧāz aṭ-ṭibbī), in dem er nachzuweisen suchte, dass die Erkenntnisse der modernen Medizin bereits im Koran enthalten sind. Yusuf al-Qaradawi gliederte den Iʿdschāz insgesamt in drei wesentliche Aspekte:
1. den „bildersprachlichen Iʿdschaz“ (al-iʿǧāz al-bayānī), der mit der Rhetorik, der Komposition, dem Stil, den Ausdrücken und den Wörtern des Korans zusammenhängt und bereits von den klassischen Gelehrten erörtert worden ist;
2. den „thematischen Iʿdschāz“ (al-iʿǧāz al-mauḍūʿi). Damit meint er, „dass der Koran verschiedene Arten der Rechtleitung (hidāya), Weisheit (ḥikma) und guten Lehre (mauʿiẓa ḥasana) sowie diverse Aspekte der fördernden, erzieherischen und gesetzgeberischen Verbesserung in sich vereint, die die Menschen als Individuen, Familien, Gemeinschaften und Staaten in religiösen und weltlichen Dingen glücklich macht.“[62] Als wichtige Werke, die sich mit dieser Art des Iʿdschāz auseinandersetzen, nennt er das Buch „Die mohammedanische Offenbarung“ (al-Waḥy al-Muḥammadī) von Raschīd Ridā sowie die Bücher „Der Koran und der militärische Kampf“ (al-Qurʾān wa-l-qitāl) und „Der Koran und die Frau“ (al-Qurʾān wa-l-marʾa) von Mahmūd Schaltūt.
3. den „wissenschaftlichen Iʿdschāz“ (al-iʿǧāz al-ʿilmī). Hierunter versteht er „das, was damit zusammenhängt, dass in vielen Koranversen auf wissenschaftliche Tatsachen hingewiesen wird, die erst die moderne Wissenschaft entdeckt hat.“[63] Diese Vorhersagen wissenschaftlicher Entdeckungen weisen seiner Auffassung nach ebenfalls auf die göttliche Herkunft des Korans hin, allerdings warnt al-Qaradāwī in dieser Hinsicht vor übertriebenen und abwegigen Textinterpretationen und empfiehlt die Einhaltung eines Mittelweges.[64]